# Menella indica
Menella indica är en korallart som först beskrevs av Ridley 1888.  Menella indica ingår i släktet Menella och familjen Plexauridae. Inga underarter finns listade i Catalogue of Life.